# 100 år i solidaritetens tjeneste
100 år i solidaritetens tjeneste er en dansk oplysningsfilm fra 1983 instrueret af Hans Holger Rosendal efter eget manuskript.